# Benjamin R. Lacy
Benjamin Rice Lacy (* 19. Juni 1854 in Raleigh, North Carolina; † 21. Februar 1929) war ein US-amerikanischer Eisenbahner und Politiker (Demokratische Partei).

## Werdegang
Benjamin Rice Lacy wurde 1854 als Sohn von Reverend Drury Lacy II. (1802–1884) und seiner zweiten Ehefrau Mary Richie (1816–1880), geborene Rice, in Raleigh geboren. Er hatte vier Geschwister. Sein Großvater war Reverend Drury Lacy I. (1758–1815), Präsident vom Hampden–Sydney College. Benjamin Rice Lacy stammt väterlicherseits vom Thomas Lacy I. (ca. 1649–1750) ab, welcher um 1680 aus Wales in die Kolonie Virginia einwanderte. Mütterlicherseits war Benjamin Rice Lacy der Enkel des presbyterianischen Reverends Benjamin Holt Rice und seiner Ehefrau Martha Alexander aus Virginia. Die Familie Lacy gehörten dem presbyterianischen Glauben an. 1855 zog die Familie nach Charlotte (Mecklenburg County). Sein Vater wurde dort zum Präsidenten vom Davidson College ernannt – einem geisteswissenschaftlichen presbyterianischen Collegen, welches im Jahr 1837 gegründet wurde. Benjamin Rice Lacy verbrachte dort seine Kindheit, welche vom Sezessionskrieg überschattet war. Nach dem Ende des Krieges zog die Familie zurück nach Raleigh, wo seine beiden Eltern am Peace Institute unterrichteten – einer presbyterianischen Schule für Frauenbildung, die schließlich zu der heutigen William Peace University wurde. Lacy besuchte 1868 die Preparatory School of R. H. Graves in Graham (Alamance County). Von 1869 bis 1870 ging er dann auf die Bingham School in Mebane (Alamance County). Lacy war viele Jahre lang ein Eisenbahner. Als Lehrling arbeitete er in den Läden der Raleigh and Gaston Railroad in Raleigh. Im Laufe der Zeit war er als Rottenführer und 15 Jahre lang als Lokführer tätig. Während dieser Zeit wurde er Mitglied vom Brotherhood of Locomotive Engineers.
Am 27. Juni 1882 heiratete er Miss Mary Strudwick Burwell (1859–1960), Tochter von John Bott Burwell (1834–1904) und Rebecca „Irene“ Spragins Burwell (1839–1879). Das Paar bekam sieben Kinder: Mary (1883–1978), Irene (1884–1934), Benjamin Rice junior (1886–1981), Frances (1888–1982), Nancy „Nan“ (1890–1968), Agnes (1892–1989) und Thomas Allen (1897–1983).
Lacy fungierte von 1893 bis 1897 und von 1899 bis 1901 als Commissioner of Labor in North Carolina und von 1901 bis 1929 als State Treasurer von North Carolina. Lacy verstarb etwa einen Monat nachdem er seinen Amtseid für seine achte Amtszeit als State Treasurer abgelegt hatte. In seinem ersten Bericht als State Treasurer schrieb er über die Entdeckung einer Unterschlagung, die Jahre zuvor begann.

“When I was installed in this office, I retained the clerks who had served under my predecessor until my appointees were sufficiently familiar with their duties to perform them with ease and accuracy. ... It is fortunate for the State that I did in this instance, for it resulted in the early discovery of a systematic fraud which had been practiced for five years, and the recovery of $16,060.04 for the State. The State's money was obtained by Major Martin, Institutional Clerk, by altering checks passing through his hands and making corresponding forced balances in his books. The first altered check he attempted to use under the new administration resulted in the detection of the fraud, his confession of guilt, conviction and sentence to the State's Prison for ten years.”

„Als ich diesen Posten antrat, behielt ich die Angestellten, die unter meinem Vorgänger gedient hatten, bis meine Mitarbeiter mit ihren Pflichten vertraut waren, so dass diese sie mit Leichtigkeit und Genauigkeit ausführten. ... Es ist ein Glück für den Staat, als ich einen systematischen Betrug zu Beginn meiner Amtszeit entdeckte, der bereits seit fünf Jahren praktiziert wurde, und zu der Rückgewinnung von 16.060,04 Dollar für den Staat führte. Die Staatsgelder wurden von Major Martin unterschlagen, einem Institutional Clerk, indem er die Checks abänderte, die durch seine Hände gingen und entsprechende Mehrzahlungen in seine eigenen Taschen abführte. Der erste abgeänderte Check, den er unter der neuen Administration einzulösen versuchte, führte zur Entdeckung der Betrugs, seines Schuldbekenntnisses, der Schuldigsprechung und der Verurteilung zu einer Gefängnisstrafe von zehn Jahren im Staatsgefängnis.“

Während der letzten acht Jahre seiner Amtszeit startete North Carolina ein beispielloses Expansionsprogramm, bei dem die Behörde des State Treasurers für Millionen von Dollars verantwortlich war. Seine Behörde managte die Finanzierung vom Straßenbau in der Höhe von 50 Millionen Dollar, welcher von Wählern in North Carolina im Jahr 1921 genehmigt wurden. Darüber hinaus wurden während dieses Zeitraums 20 Millionen Dollar für den Schulbau aufgewendet.
Lacy nahm als Delegierter an drei Grand Conventions der B. of L. E. Alderman in der Stadt Raleigh teil. Er gehörte den Freimaurern, dem Independent Order of Odd Fellows und dem Order of United American Mechanics an.

## Ehrungen
Im Jahr 1928 wurde ihm ein Ehrendoktortitel in Jura vom Davidson College verliehen.